# Dorin Arcanu
Dorin Arcanu (n. 29 martie 1970, Bumbești-Jiu, Gorj, România) este un fost portar român de fotbal. A debutat în Liga I  pe 4 noiembrie 1991 în meciul Politehnica Timișoara - Gloria Bistrița 2-2.
A jucat pentru echipele:
- Metalurgistul Sadu
- Universitatea Craiova (1989-1990)
- Gloria Reșița (1990-1991)
- Politehnica Timișoara (1991-1992)
- FCU Craiova (1992-1996)
- Oțelul (1996-2000)
- Rocar (1999-2000)
- FC Brașov (2000-2003)
- Oțelul (2001-2002)
- Oțelul (2003-2004)
- Poli Iași (2003-2005)
- Precizia Săcele (2006-2008)

- A jucat 181 meciuri în Liga I (1991-2005) și 5 meciuri în Cupa UEFA (1993-1996)

## Legături externe
- Dorin Arcanu la romaniansoccer.ro